# Ecbolemia parca
Ecbolemia parca är en fjärilsart som beskrevs av Sukhareva 1976. Ecbolemia parca ingår i släktet Ecbolemia och familjen nattflyn. Inga underarter finns listade i Catalogue of Life.